# Roscommon (Michigan)
Roscommon – wieś w Stanach Zjednoczonych, w stanie Michigan, siedziba administracyjna hrabstwa Roscommon.